# 277 Elvira
A 277 Elvira a Naprendszer kisbolygóövében található aszteroida. Auguste Charlois fedezte fel 1888. május 3-án.